# Chico Gil
Francisco da Guia Souza (Poconé, 10 de setembro de 1957 — Cuiabá, 30 de julho de 2000), mais conhecido como Chico Gil, foi um cantor e compositor brasileiro de lambadão. Nascido no estado de Mato Grosso é tido como Rei do Lambadão, por ter sido um dos percussores do ritmo no estado.

## Biografia
Nascido no município de Poconé em 1957 Francisco da Guia Souza era filho de Teodoro Marques de Souza e Maria Guia de Souza. Em 15 de março de 1975 se casa com Eliney Maria de Oliveira Souza, dessa união tiveram 9 filhos. Em 1986, envolvido no garimpo, inicia a carreira artística, vaiado em sua primeira apresentação na banda Estrela Dalva cantando a música galopeira, durante uma festa de santo na residência da Dona Conrilia sendo convidado a se retirar. Nesse período formou a banda "Novo Espaço", passando a ter um público cativo, escolhia as músicas com seu timbre de voz. 
No mesmo ano participou de festivais musicais em Poconé em uma das ocasiões ficou em 3º lugar e outro em 2º lugar, cantando músicas de sua autoria. Formou sua nova banda "Chico Banda Show", levando o seu nome e patrocinado pelo empresario Sergio França.
Organizou o carnaval de Poconé com o apoio de músicos e empresários da cidade. Conhecendo seu trabalho musical, o empresario Tião de Oliveira o encaminha a shows em Cuiabá e região. Em 1995, lança o seu primeiro CD, Seresta Mato-Grossense, com 12 faixas, onde deu inicio a carreira no lambadão em 1997 o segundo álbum Chico Gil e seu ultimo álbum Amor do Lambadão sendo lançado em 2000, ano de seu falecimento.

## Morte
Em 30 de julho do ano 2000, voltando de Cuiabá, Chico Gil  em companhia do tecladista Valdeir Alves dos Santos, a dançarina Viviane Fernandes de Souza e o musico Nilton Gonçalo de Paula, onde estava se dirigindo para uma apresentação em Rosário Oeste, seu carro Monza se chocou contra um caminhão Scania na BR-163 por volta da 20h30 da noite, os corpos de Chico Gil e de sua dançarina estava na frente, foram retirados pela Unidade de Resgate do Corpo de Bombeiro deram entrada no Pronto Socorro de Cuiabá, o motorista do caminhão Carlos Ferreira Botelho saiu ileso e sem ferimentos, Chico Gil e a dançarina faleceram ao dar entrada no pronto socorro.

## Mestre da Cultura de Mato Grosso
Chico Gil foi homenageado no ano de 2022 com o título de Mestre da Cultura de Mato Grosso, por meio de um edital da Secretaria de Estado de Cultura, Esporte e Lazer do estado.

## Discografia
- 1995: Seresta Mato-Grossense
- 1977: Chico Gil
- 2000: Amor do Lambadão